# 小行星10385
小行星10385（10385 Amaterasu）是一颗绕太阳运转的小行星，为主小行星带小行星。该小行星于1996年10月15日发现，以天照大神命名。

## 轨道参数
小行星10385的轨道半长轴为2.6835629 UA，离心率为0.191。